# Don't Get Me Wrong (The Pretenders)
Don't Get Me Wrong è un singolo del gruppo musicale anglo-statunitense The Pretenders, pubblicato nel 1986 ed estratto dall'album Get Close.
Il brano è stato scritto da Chrissie Hynde.

## Video musicale
Il video musicale rende omaggio alla serie televisiva britannica degli anni '60 Agente speciale.

## Tracce
1. Don't Get Me Wrong
2. Dance!

## Formazione
- Chrissie Hynde – voce, chitarra
- Robbie McIntosh – chitarra
- T. M. Stevens – basso
- Chucho Merchán – basso
- Steve Jordan – batteria, percussioni
- Paul "Wix" Wickens – sintetizzatore, piano